# Mirella Levi D'Ancona
Mirella Levi D'Ancona (Firenze, 1919 – Firenze, 2 marzo 2014) è stata una critica d'arte italiana naturalizzata statunitense.

## Biografia
Era figlia di Ezio Levi e Flora Aghib, la quale aveva per prozio materno Alessandro D'Ancona e Vito D'Ancona.
Insegnò storia dell'arte moderna dal 1959 al 1986 alla City University di New York. Esperta di storia della miniatura e iconologia, si occupò in particolare di simbologia delle piante nella pittura italiana del Rinascimento.

### Critica d'arte
È importante la sua interpretazione della Primavera di Sandro Botticelli come allegoria del matrimonio tra Lorenzo di Pierfrancesco de' Medici e Semiramide Appiani: il quadro, secondo la studiosa, fu realizzato nel 1477-78, in previsione della nascita del figlio di Giuliano de' Medici.

## Opere
- The Garden of the Renaissance. Botanical Symbolism in Italian Painting, Firenze, Olschki, 1977.
- "Lo zoo del Rinascimento. Il significato degli animali nella pittura italiana dal XIV al XVI secolo" Lucca, Maria Pacini Fazzi Editore, 2001
- "Piante e animali intorno alla Porta del Paradiso" (con Maria Adele Signorini - Alberto Chiti Batelli) Fazzi 2001
- "Illuminations in the Robert Lehman Collection" (con Pia Palladino, and Maria Francesca Saffiotti) The Metropolitan Museum of Art, Princeton 1998
- "Iconography of the Immaculate Conception in the Middle Ages and the Early Renaissance" Hodder & Stoughton Ltd (Nov 1970) ISBN 0-340-11600-5 (ed. precedente: New York, 1957)
- "Botticelli's Primavera, a botanical interpretation...", L.S. Olschki Ed., Firenze 1983
- "Is the Kaniṣka Reliquary a work from Mathurā?" Art Bulletin, Vol. 31, No. 4 (Dec., 1949), pp. 321–323.
- The Doni Madonna by Michelangelo: An Iconographic Study, in The Art Bulletin, 50, No. 1,  pp. 43–50 (1968), ora in:
  - William E. Wallace,  Michelangelo, Selected Scholarship in English, Taylor and Francis, 1995 ISBN 978-0-8153-1823-1